# Saint-Maxire
Saint-Maxire é uma comuna francesa na região administrativa da Nova Aquitânia, no departamento de Deux-Sèvres. Estende-se por uma área de 14,41 km². Em 2010 a comuna tinha 1 340 habitantes (densidade: 93 hab./km²).